# Absarokee
Absarokee – jednostka osadnicza w Stanach Zjednoczonych, w stanie Montana, w hrabstwie Stillwater.